# Guy Mollet
Guy Mollet (ur. 31 grudnia 1905 w Flers w Normandii, zm. 3 października 1975 w Paryżu) – socjalistyczny polityk francuski.
Przed II wojną światową był nauczycielem w liceum. W tym czasie zaangażował się w działalność Partii Socjalistycznej (SFIO). Za owo zaangażowanie wyrzucono go z posady.
W czasie wojny działał w Resistance (Ruch oporu). Był kilkakrotnie aresztowany przez Gestapo, ale za każdym razem zwalniano go.
Po wojnie, w roku 1945, został wybrany deputowanym. Zaś rok później został nieoczekiwanie sekretarzem generalnym SFIO. Przez wiele lat sprawował różne rządowe urzędy w IV Republice.
1 lutego 1956 został premierem Francji. Kilka dni po objęciu tej funkcji przybył do Algieru, wraz z nowo mianowanym gubernatorem generalnym Algierii, generałem Georges’em Catroux. Kiedy składali kwiaty pod pomnikiem poległych posypał się na nich grad pomidorów i okrzyki Mollet na szubienicę!, Catroux do morza!. Generał ostatecznie nie objął swoich funkcji. Po tym wydarzeniu stanowisko rządu w sprawie w sprawie Algierii usztywniło się.
Mollet, wspólnie z brytyjskim premierem Anthonym Edenem, podjął też w październiku 1956 roku próbę odzyskania kontroli nad znacjonalizowanym przez prezydenta Egiptu Gamala Nasera Kanałem Sueskim. Operacja jednak zakończyła się fiaskiem, głównie za sprawą nacisku USA i ZSRR.
Gabinet Molleta pobił rekord długowieczności w IV Republice. Urzędował 16 miesięcy i upadł dopiero 13 czerwca 1957 roku.
Mollet wszedł 1 czerwca 1958 roku w skład rządu generała de Gaulle’a, jako wicepremier, ale odszedł z niego po jakimś czasie, ponownie znajdując się w opozycji.
Zrezygnował w 1969 roku z funkcji lidera SFIO i poparł nową formację, Parti Socialiste Francois Mitterranda.